# Mistrzostwa Świata Kadetów w Piłce Siatkowej 2011
Mistrzostwa Świata Kadetów zostały rozegrane w dniach 19 sierpnia - 28 sierpnia 2011 w  dwóch argentyńskich miejscowościach - Bahía Blanca i Almirante Brown. W pierwszej rundzie 16 zespołów zostało podzielonych na cztery grupy. Dwie pierwsze reprezentacje z każdej z grup awansujowały do drugiej rundy i walczyły o miejsca 1-8 w grupach E i F, drużyny z miejsc trzecich i czwartych utworzyły grupy G i H i rywalizowały o miejsca 9-16.

## Kwalifikacje
Awans do mistrzostw świata uzyskało prócz gospodarza, który otrzymał automatyczną kwalifikację 15 zespołów z pięciu konfederacji.

### Afryka (CAVB)
Mistrzostwa Afryki Kadetów rozgrywane w miejscowości Kapsztad (Południowa Afryka) w dniach 13 września - 18 września 2011 były jednocześnie kwalifikacyjnym turniejem do Mistrzostw Świata Kadetów. W mistrzostwach Afryki wystartowało 5 zespołów z czego dwa najlepsze uzyskały awans do Mistrzostw w Argentynie:
- Tunezja - mistrz Afryki kadetów
- Egipt - wicemistrz Afryki kadetów

### Azja (AVC)
Mistrzostwa Azji Kadetów rozgrywane w miejscowości Teheran w Iranie w dniach 13 maja - 21 maja 2010 były jednocześnie kwalifikacyjnym turniejem do Mistrzostw Świata Kadetów. W mistrzostwach Azji wystartowało 10 zespołów z czego trzy najlepsze uzyskały awans do Mistrzostw w Argentynie:
- Iran - mistrz Azji kadetów
- Chiny - wicemistrz Azji kadetów
- Korea Południowa - trzecie miejsce w mistrzostwach Azji kadetów

### Ameryka Południowa (CSV)
Mistrzostwa Ameryki Południowej Kadetów rozgrywane w miejscowości La Guaira w Wenezueli w dniach 12 kwietnia - 16 kwietnia 2010 były jednocześnie kwalifikacyjnym turniejem do Mistrzostw Świata Kadetów. W mistrzostwach Ameryki Południowej wystartowało 6 zespołów z czego najlepsze dwa zespoły uzyskały awans do Mistrzostw Świata Kadetek w Turcji:
- Argentyna - mistrz Ameryki Południowej i gospodarz Mistrzostw Świata
- Brazylia - wicemistrz Ameryki Południowej

### Ameryka Północna (NORCECA)
Mistrzostwa Ameryki Północnej (w tym Centralnej, Środkowej i Regionu Karaibów) Kadetów rozgrywane w miejscowości Guadalajara (Meksyk) w dniach 4 kwietnia - 12 kwietnia 2010 były jednocześnie kwalifikacyjnym turniejem do Mistrzostw Świata Kadetów. W mistrzostwach Ameryki Północnej wystartowało 9 zespołów z czego trzy najlepsze zespoły uzyskały awans do Mistrzostw w Argentynie:
- Kuba - mistrz Ameryki Północnej
- Stany Zjednoczone - wicemistrz Ameryki Północnej
- Portoryko - trzecie miejsce w mistrzostwach Ameryki Północnej kadetów

### Europa (CEV)
Mistrzostwa Europy Kadetów rozgrywane w Ankarze w Turcji w dniach 16 kwietnia - 24 kwietnia 2011 były jednocześnie kwalifikacyjnym turniejem do Mistrzostw Świata Kadetów. W finałowej rundzie mistrzostw Europy wystartowało 12 zespołów z czego sześć najlepszych zespołów uzyskało awans do Mistrzostw w Argentynie:
- Serbia - mistrz Europy
- Francja - wicemistrz Europy
- Rosja - trzecie miejsce w mistrzostwach Europy kadetów
- Bułgaria - czwarte miejsce w mistrzostwach Europy kadetów
- Hiszpania - piąte miejsce w mistrzostwach Europy kadetów
- Grecja - szóste miejsce w mistrzostwach Europy kadetów

## System rozgrywek
Rozgrywki podzielone zostały na cztery rundy:
1. pierwsza faza grupowa - 24 mecze,
2. druga faza grupowa - 24 mecze,
3. pierwsza runda fazy pucharowej - 8 meczów,
4. druga runda fazy pucharowej - 8 meczów.

Łącznie rozegrane zostaną 64 mecze. 
W pierwszej fazie grupowej w czterech grupach (A, B, C, D) rozmieszczono po cztery zespoły, które rozegrały ze sobą po jednym meczu. Drużyny zajmujące w swojej grupie miejsca 1-2 przydzielone zostały do grup E i F, a te, które zajęły miejsca 3-4 znalazły się w grupach G i H. 
Grupy drugiej fazy grupowej ustalone zostały na podstawie schematu:
| Grupa E | Grupa F | Grupa G | Grupa H |
| ------- | ------- | ------- | ------- |
| A1      | A2      | A3      | A4      |
| B2      | B1      | B4      | B3      |
| C1      | C2      | C3      | C4      |
| D2      | D1      | D4      | D3      |

- Reprezentacje, które zajęły miejsca 1-2 w grupach E i F awansowały do półfinałów.
- Reprezentacje, które zajęły miejsca 3-4 w grupach E i F rozgrywały mecze o miejsca 5-8.
- Reprezentacje, które zajęły miejsca 1-2 w grupach G i H rozgrywały mecze o miejsca 9-12.
- Reprezentacje, które zajęły miejsca 3-4 w grupach G i H rozgrywały mecze o miejsca 13-16[1].

## Hale[2]
- Polideportivo Municipal (Almirante Brown)
- Osvaldo Casanova (Bahía Blanca)

## Uczestnicy[3]
| Grupa A (Almirante Brown)                  | Grupa B (Bahía Blanca)     | Grupa C (Almirante Brown)              | Grupa D (Bahía Blanca)          |
| ------------------------------------------ | -------------------------- | -------------------------------------- | ------------------------------- |
| Argentyna Stany Zjednoczone Egipt Bułgaria | Rosja Tunezja Chiny Grecja | Kuba Brazylia Korea Południowa Francja | Iran Serbia Portoryko Hiszpania |

## Nagrody indywidualne
- MVP:  Uroš Kovačević
- Najlepszy punktujący:  Andrés Villena
- Najlepszy atakujący:  Lazaro Raydel Fundora Travieso
- Najlepszy blokujący:  Alejandro Vigil
- Najlepszy zagrywający:  Yordan Bisset Astengo
- Najlepszy rozgrywający:  Antoine Brizard
- Najlepszy przyjmujący:  Ramiro Nunez
- Najlepszy broniący:  Dimitrios Zisis
- Najlepszy libero:  Quentin Richard